# 25542 Garabedian
25542 Garabedian (tên chỉ định: 1999 XH160) là một tiểu hành tinh vành đai chính. Nó được phát hiện bởi dự án Nghiên cứu tiểu hành tinh gần Trái Đất Lincoln ở Socorro, New Mexico, ngày 8 tháng 12 năm 1999. Nó được đặt theo tên Wayne Garabedian, an American educator ở Fresno, California.